# Фекете, Михай
Михай Фекете (венг. Fekete Mihály; Михаэль Фекете, ивр. מיכאל פקטה‎; 19 июля 1886, Сента — 13 мая 1957, Иерусалим) — венгерский и израильский математик, ректор Еврейского университета в Иерусалиме.
Родился в венгерском городе Сента, входившем в Австро-Венгрию. В 1909 году получил степень доктора в Будапештском университете, защитив диссертацию под руководством Липота Фейера. После защиты некоторое время работал в Гёттингенском университете, в 1914 году вернулся в Будапештский университет на должность приват-доцента. Также давал частные уроки, одним из его учеников был молодой Джон фон Нейман. В 1922 году совместно с фон Нейманом опубликовал работу по экстремальным многочленам, которая стала первой научной публикацией фон Неймана.
В 1928 году переехал в Подмандатную Палестину, где стал одним из первых профессоров Еврейского университета в Иерусалиме. Руководил университетом после Эдмунда Ландау и Абрахама Френкеля. Позднее стал деканом факультета естественных наук. С 1945 по 1948 был ректором. Среди докторантов Фекете были Арье Дворецкий, Зеев Нехари, Менахем Шиффер и Михаэль Машлер.
В 1955 году получил премию Израиля за вклад в точные науки.
Среди математических объектов, названных именем учёного, — задача Фекете (её алгоритмический вариант — распределение точек на сфере — седьмая проблема Смейла), многочлен Фекете, неравенство Фекете — Сегё, лемма Фекете, постоянная Фекете.